# Leptura regalis
Leptura regalis es una especie de escarabajo longicornio del género Leptura, categorizada en la tribu Lepturini, de la subfamilia Lepturinae. Fue descrita por Bates en 1884.

## Descripción
Mide 20-33 mm de longitud.

## Distribución
Se distribuye por China y Japón.